# Bages (Pyrénées-Orientales)
Bages (på Catalansk: Bages de Rosselló) er en by og kommune i departementet Pyrénées-Orientales i Sydfrankrig.

## Geografi
Bages ligger på Roussillon-sletten 14 km syd for Perpignan centrum. Nærmeste byer er mod øst Montescot (3 km), mod sydøst Ortaffa og mod sydvest Saint-Jean-Lasseille (4 km).

## Historie
Bages nævnes første gang i 922 under navnet Baias og i 981 med sit nuværende navn Bages. Der er flere tegn på at byen har været beboet siden tidlig middelalder. I umiddelbar nærhed ved Volpillères og Mas Nou har der været romerske bosættelser fra det 1. til det 3. århundrede.
Byen har tilhørt flere adelsslægter. Fra det 12. – 13. århundrede slægten Bages, fra det 14. – 15. århundrede slægten Llupia og endelig slægten Oms indtil den franske revolution.
Mellem 1132 og 1280 erhvervede tempelridderne flere ejendomme i Bages. I slutningen af det 12. århundrede tørlagde tempelridderne de to indsøer Bages og Bajoles og udnyttede den frugtbare jord til landbrug. Bages var helt indtil begyndelsen af det 19. århundrede en relativt velhavende landbrugsby sammenlignet med de andre byer på Roussillon-sletten. Den rigdom tiltrak flere mennesker og befolkningstallet øgedes med en faktor 10 fra år 1800 til år 1900. Herefter begyndte en udvandring fra landbruget og befolkningstallet faldt indtil anden halvdel af det 20. århundrede, hvor det igen begyndte at stige.

## Demografi

### Udvikling i folketal
| 1962                                                              | 1968  | 1975  | 1982  | 1990  | 1999  | 2006  | 2013  | 2017  |
| ----------------------------------------------------------------- | ----- | ----- | ----- | ----- | ----- | ----- | ----- | ----- |
| 1.755                                                             | 1.900 | 2.145 | 2.711 | 3.317 | 3.328 | 3.723 | 3.987 | 4.174 |
| Tal fra og med 1962 er uden dobbelttælling (sans doubles comptes) |       |       |       |       |       |       |       |       |